# Vol'ostrov
Vol'ostrov (in russo Вольостров) è un'isola russa del mar Bianco. Amministrativamente fa parte del Terskij rajon dell'oblast' di Murmansk, nel Circondario federale nordoccidentale.

## Geografia
Vol'ostrov si trova nel golfo di Kandalakša a sud della cittadina di Umba. L'isola, che ha una forma ovale, è lunga circa 2 km e larga 1,5 km e ha un'altezza massima di 72 m. Come latitudine, si trova all'interno del Circolo polare artico. L'isola è situata a sud dell'ingresso della baia Sosnovaja (губуа Сосновая) e a ovest della penisola Turij (полуостров Турий) da cui la separa lo stretto Vol'ostrovskaja Salma (Вольостровская Салма). Vol'ostrov è composta di granito ed è ricoperta da boschi. C'è un piccolo faro nella parte occidentale dell'isola.